# Xã Buck, Quận Hardin, Ohio
Xã Buck (tiếng Anh: Buck Township) là một xã thuộc quận Hardin, tiểu bang Ohio, Hoa Kỳ. Năm 2010, dân số của xã này là 2.449 người.